# L'ultima carta (giallo)
L'ultima carta (titolo originale Corpse in the Waxworks o The Waxworks Murder nell'edizione inglese) è un romanzo giallo di John Dickson Carr pubblicato nel 1932. È il quarto romanzo dell'autore con protagonista Henri Bencolin, della Polizia di Parigi, e rientra nella tipologia del giallo deduttivo, definito anche giallo classico o giallo ad enigma
Il libro è stato tradotto in varie lingue. In lingua italiana è stato pubblicato per la prima volta nel 1955

## Trama
Il cadavere di una giovane donna, pugnalata alle spalle, viene ripescato dalla Senna e quello di un'altra giovane viene rinvenuto tra le braccia di una statua di cera, il "Satiro della Senna", con un coltello piantato nelle spalle, all'interno del museo delle cere di proprietà della signora Augustin. Tutti gli indizi portano gli investigatori ad indagare sul malfamato Club delle "Chiavi d'Argento" dove ogni sera, uomini e donne mascherati si riuniscono per le loro riunioni clandestine. Quale legame esiste tra il club e i manichini di cera del museo? Qual è il segreto che il club tiene gelosamente nascosto? E cosa significano le chiavi d'argento trovate su due membri, anche loro assassinati, del club? Bencolin e il suo amico Jeff Marle, la voce narrante del romanzo, devono introdursi nel club e cercare di dare un senso agli indizi di cui dispongono e quando alla fine l'investigatore parigino riesce a sbrogliare l'intricata matassa lancia all'assassino una sorprendente sfida "all'ultima carta".

## Personaggi principali
- Bencolin investigatore francese
- Il conte De Martel: ex colonnello dell'esercito francese
- Claudine De Martel: sua figlia
- Odette Duchène: figlia di un ministro
- Gina Prèvost: cantante del "Moulin Rouge"
- Marie Augustin: proprietaria del museo delle cere
- Jeff Marle: giornalista e investigatore
- Robert Chaumont: capitano dell'esercito coloniale
- Paul Robiquet: addetto all'ambasciata di Francia in Inghilterra
- Durand: ispettore di polizia

## Edizioni in italiano
- John Dickson Carr, L'ultima carta, Mondadori, Milano 1955
- John Dickson Carr, L'ultima carta, traduzione di Bruno Scurto, A. Mondadori, Milano 1973